# Rice-Eccles Stadium
 (mars 2025).
Si vous disposez d'ouvrages ou d'articles de référence ou si vous connaissez des sites web de qualité traitant du thème abordé ici, merci de compléter l'article en donnant les références utiles à sa vérifiabilité et en les liant à la section « Notes et références ».
Le Rice-Eccles Stadium est un stade multifonction situé à Salt Lake City (Utah), sur le campus de l'université de l'Utah.
Construit en 1927, il possédait à l'origine 20 000 places. Vingt ans plus tard (en 1947) 10 000 sièges furent ajoutés.

## Histoire
Le stade fut rénové une seconde fois en 1972, ce qui permit de porter la capacité à 32 500 places. Puis d'importants travaux eurent lieu de mai 1997 à septembre 1998, cela pour un coût de 50 millions de dollars. Le stade possède depuis cette date 45 017 places. Dans le futur, les autorités universitaires envisagent d'augmenter le nombre de sièges à 55 000. 
L'enceinte accueille depuis son origine les Utes de l'Utah qui participent au championnat universitaire de football américain, en NCAA. Et depuis 2005 l'équipe de soccer du Real Salt Lake utilise également le terrain. Toutefois, il est prévu que le club soit doté de son propre stade à partir de 2008. Enfin, lors des Jeux olympiques d'hiver de 2002, le stade fut le lieu des cérémonies d'ouverture et de clôture. 
Le stade a porté différents noms au cours de son histoire:
- Ute Stadium,
- Rice Stadium,
- Rice-Eccles Stadium (depuis les travaux de 1997-98),
- Rice-Eccles Olympic Stadium durant les JO d'hiver de 2002.

Rice et Eccles sont les noms des donateurs qui financèrent respectivement les agrandissements de 1972 et 1997-98.

### Sources
1. 1 2 3  RICE-ECCLES STADIUM